# 胎內市
胎內市（日语：／ Tainai shi */?）為位于日本新潟縣北部的城市，轄區相當于舊中條町和黑川村。胎內一名來源于愛努語，意為『清水流過的地方』。當地於每年八月下旬的周末會固定舉辦業餘天文同好聚會胎內星空祭。

## 地理
- 山：鳥坂山、白鳥山、櫛形山
- 河川：胎内川、船戸川、落堀川
- 水壩：胎内川水壩、胎内第一水壩、胎内第二水壩、奥胎内水壩（建設中）

## 外部連結
- 中條町
- 黒川村
- 中条町・黒川村合併協議会
- 中条町・黒川村任意合併協議会
- 胎内リゾートガイド（胎内川観光協会） （页面存档备份，存于）
- 新潟県企業局（水力発電）